# Kopa Kondracka

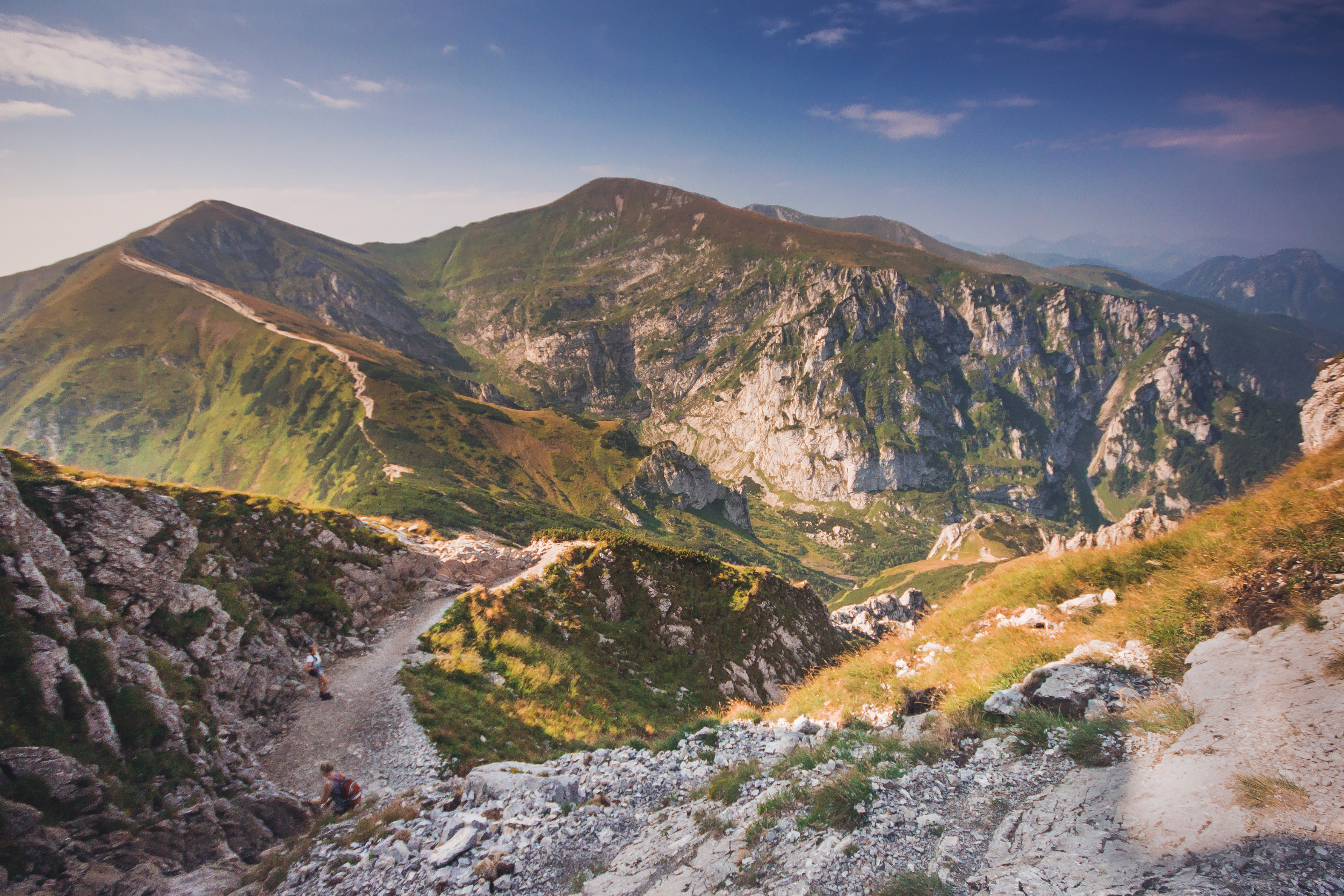
Blick vom Giewont

Die Kopa Kondracka (tschechisch/slowakisch Kondratova kopa) ist ein Berg an der polnisch-slowakischen Grenze in der Westtatra mit 2005 Metern Höhe im Massiv der Czerwone Wierchy. 

## Lage und Umgebung
Die Staatsgrenze verläuft über den Hauptgrat der Tatra, auf dem sich die Kopa Kondracka befindet. Nördlich des Gipfels liegt das Tal Dolina Bystrej, konkret sein Hängetal Dolina Kondratowa sowie das Tal Dolina Małej Łąki, konkret sein Hängetal Wyżnia Świstówka Małołącka.

## Tourismus
Die Kopa Kondracka ist bei Wanderern beliebt. 

### Routen zum Gipfel
Der Wanderweg auf die Kopa Kondracka führt entlang des Hauptkamms der Tatra und der polnisch-slowakischen Grenze.
- ▬ Der rot markierte Kammweg führt vom Tal Dolina Kościeliska über den Gipfel in die Hohe Tatra.
- ▬ Ein gelb markierter Wanderweg führt vom Tal Dolina Małej Łąki auf den Bergpass Kondracką Przełęc und weiter auf den Gipfel.

Als Ausgangspunkt für eine Besteigung aus den Tälern eignen sich die Ornak-Hütte, Kondratowa-Hütte und die Chochołowska-Hütte.

## Belege
- Zofia Radwańska-Paryska, Witold Henryk Paryski, Wielka encyklopedia tatrzańska, Poronin, Wyd. Górskie, 2004, ISBN 83-7104-009-1.
- Tatry Wysokie słowackie i polskie. Mapa turystyczna 1:25.000, Warszawa, 2005/06, Polkart, ISBN 83-87873-26-8.

## Panorama

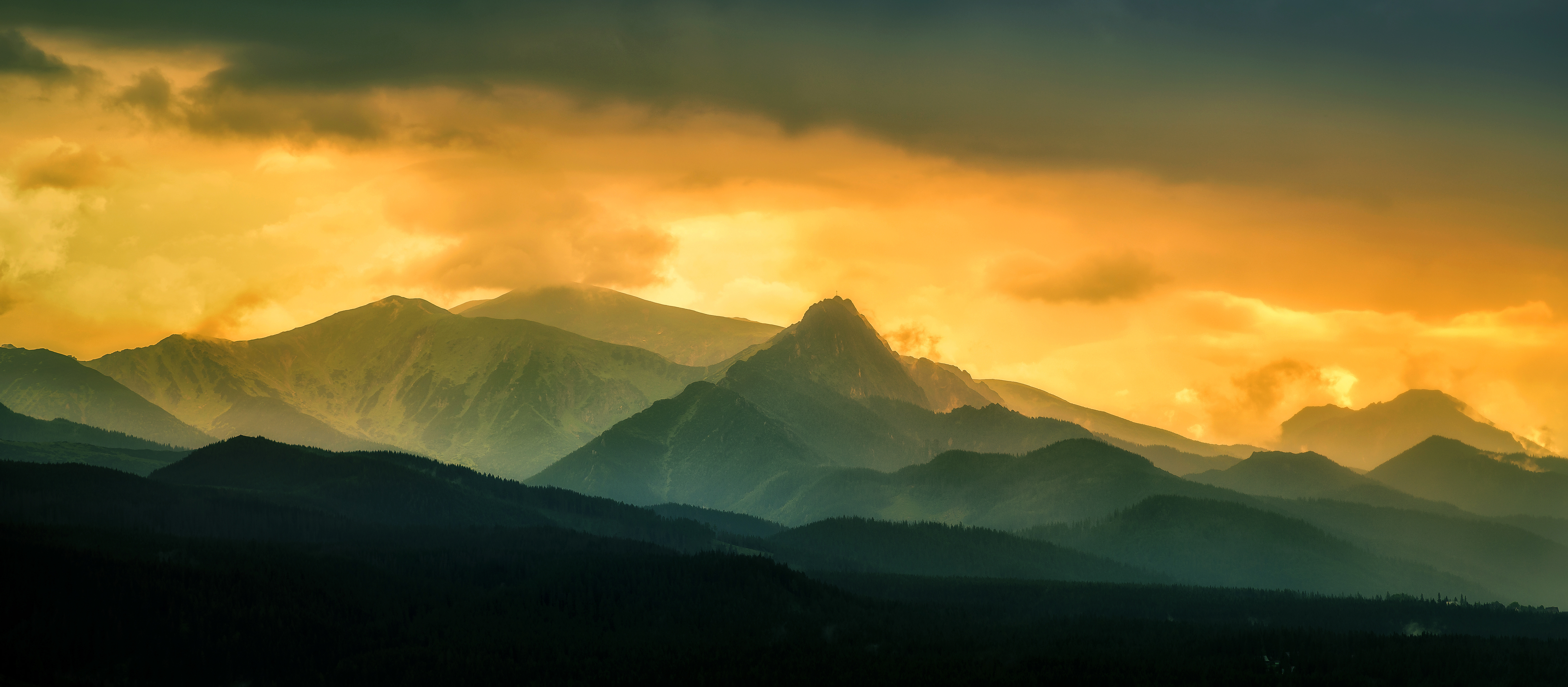
Links vom Giewont (steiler Gipfel in der Bildmitte), Blick vom Pogórze Spisko-Gubałowskie